# Kokand
Kokand est un oraș în sud-estul Uzbekistanului, la 230 km sud-est de Tașkent. Are 192.500 locuitori. Cunoscut din sec. X. A făcut parte din diverse state central-asiatice, inclusiv din Emiratul Buhara (între 1571-1709). Între 1709 și 1876 a fost capitala Hanatului Kokand. Din această perioadă s-au păstrat mai multe monumente de arhitectură, inclusiv palatul hanilor (actualmente muzeu).